# HMS General Craufurd
El HMS General Craufurd fue uno de los ocho monitores de clase Lord Clive construidos para la Royal Navy durante la Primera Guerra Mundial . Su armamento principal procedía de acorazados obsoletos anteriores al acorazado . El barco pasó la guerra en el Canal de la Mancha bombardeando posiciones alemanas a lo largo de la costa belga como parte de la Patrulla de Dover . Participó en las fallidas 
Primera y Segunda Incursiones de Ostende en 1918, bombardeando la artillería costera defensora mientras los británicos intentaban bloquear el canal Brujas-Ostende.. Más tarde, ese mismo año, el general Craufurd apoyó las batallas costeras durante la Ofensiva de los Cien Días hasta que los alemanes evacuaron la costa de Bélgica a mediados de octubre. El barco fue dado de baja casi inmediatamente después de que terminó la guerra el mes siguiente, pero fue reactivado en 1920 para servir como buque escuela de artillería durante un año. El General Craufurd fue vendido como chatarra en 1921.

Diseño
Los Lord Clive montaron dos cañones BL Mk VIII de 12 pulgadas (305 mm) en una sola torreta accionada hidráulicamente que provenía de los acorazados predreadnought clase Majestic ; El general Craufurd recibió el suyo de Magnificent . Para adaptarse a su nuevo papel como armas de bombardeo de largo alcance, las torretas se modificaron para aumentar la elevación máxima de los cañones de 13,5° a 30°. Su armamento secundario consistía en un par de cañones de disparo rápido (QF) de 12 libras (76 mm (3 pulgadas)) en soportes de ángulo bajo. La defensa antiaérea fue proporcionada por un solo Cañón QF de 3 pulgadas y 20 cwt  y un cañón QF Mk I de 2 libras (40 mm (1,6 pulgadas)) . 
La parte superior del trípode entre la torreta y el embudo albergaba un telémetro que alimentaba datos al director en el techo de la parte superior. El equipo del director calcularía la cantidad de recorrido y elevación necesarios para alcanzar el objetivo y transmitiría esa información a la torreta para que los cañones la siguieran. 
Los barcos de clase Lord Clive estaban protegidos contra los disparos por un cinturón de flotación inclinado en el centro del barco de armadura cementada Krupp (KCA) de 6 pulgadas (152 mm) que estaba cerrado en sus extremos por mamparos transversales de igual espesor para formar el blindaje central de los barcos. ciudadela . La cubierta superior de acero de alta resistencia de 2 pulgadas (51 mm) de espesor sirvió como techo de la ciudadela y la cubierta del castillo de proa encima constaba de placas de acero de alta resistencia de 1 pulgada (25 mm). Para protegerse contra los torpedos , los barcos estaban equipados con protuberancias de 4,6 m (15 pies) de profundidad. 
La torreta tomada de Magnificent conservó su armadura original, a saber. Caras de 10,5 pulgadas (270 mm) de espesor y lados de 5,5 pulgadas (140 mm) con un techo de 2 pulgadas, todo con armadura Harvey . Sus barbetas circulares originales fueron reemplazadas por una nueva formada por una docena de placas de KCA de 8 pulgadas (203 mm). Los barcos también estaban equipados con una torre de mando de acero fundido justo delante de la barbeta que tenía lados de 6 pulgadas y un techo de 64 mm (2,5 pulgadas) de espesor. 

### Modificaciones en tiempos de guerra
A principios de 1916 se agregaron cuatro cañones QF de 6 pulgadas con 200 disparos por cañón junto al embudo cuando se dio cuenta de que los dos cañones de 12 libras no eran lo suficientemente potentes para defender el barco de los destructores alemanes . Dos búnkeres de carbón se convirtieron en cargadores para ellos, lo que redujo el alcance a aproximadamente 960 millas náuticas (1780 km; 1100 millas) y aumentó el tamaño de la tripulación a 215 personas, lo que requirió revestimiento en los costados de gran parte de la cubierta superior para proporcionar alojamiento. Estos cañones se cambiaron más tarde por cañones Mk VII de 6 pulgadas de mayor alcance . El cañón de 3 libras fue reemplazado por otro cañón antiaéreo QF de 3 pulgadas y 20 quilates al final de la guerra. 
El General Craufurd , llamado así en honor al general Robert Craufurd , comandante de la División Ligera británica durante los primeros años de la Guerra de la Independencia y que murió en combate en el asedio de Ciudad Rodrigo en 1812,  ha sido el único barco de su nombre en servir en la Marina Real. Fue depositada con el nombre de M.7 el 9 de enero de 1915 en el muelle núm. de Harland & Wolff . 3 en su astillero de Belfast , Irlanda del Norte , como astillero número 479 y pasó a General Craufurd el 8 de marzo. el barco estabaLanzadoel 8 de julio y completado el 26 de agosto a un costo estimado de alrededor de £ 260 000. 
Participó en un bombardeo de la base naval alemana en Ostende , Bélgica , el 7 de septiembre, pero el vicealmirante Reginald Bacon tuvo que ordenar una retirada después de que su buque insignia , el barco gemelo del general Craufurd, Lord Clive , fuera alcanzado cuatro veces en rápida sucesión. por una batería de artillería previamente desconocida . La general Craufurd y sus tres hermanas sólo habían logrado disparar 14 tiros antes de tener que retirarse, lo que sólo provocó un incendio en el astillero. El día 25 , la general Craufurd y su hermana, el príncipe Eugenio. bombardearon posiciones alemanas en Zeebrugge., Bélgica, como parte de una operación de engaño para sugerir que los aliados estaban lanzando un ataque en ese sector. Durante el resto de septiembre y octubre, ocasionalmente disparó contra baterías costeras alemanas. El 15 de noviembre, el general Craufurd y el portaaviones Riviera fueron enviados al estuario del Támesis , donde pudieron desarrollar técnicas que permitieran a los aviones corregir los disparos de múltiples monitores de forma inalámbrica en un área que había sido diseñada para replicar algunas de las características del avión belga. costa.
1916
Durante diciembre de 1915 y enero de 1916, el general Craufurd estuvo estacionado en el estuario del Támesis como ejercicio de propaganda para derribar los zepelines alemanes que se acercaban con proyectiles de metralla disparados por sus cañones principales, pero los zepelines nunca estuvieron dentro del alcance.  Los monitores bombardearon baterías alemanas en Westende , Bélgica, el 26 de enero para evaluar las técnicas de observación aérea recientemente desarrolladas, pero cada barco sólo disparó alrededor de once rondas durante el bombardeo de media hora. Este fue el último bombardeo de los siguientes siete meses, ya que los monitores se utilizaron para apoyar a las fuerzas ligeras británicas y al Dover Barrage , el complejo de  campos minados y redes en el Canal de la Mancha.
La ordenada cubierta del castillo de proa del Lord Clive permitió a Bacon utilizar al general Craufurd para transportar tres cañones de cañón Mk X BL de 50 toneladas largas (51 t) de 12 pulgadas y tres BL de 9,2 pulgadas de 28 toneladas largas (28 t). (234 mm) Mk X a Dunkerque, Francia, para ser utilizados para bombardear la artillería costera alemana . Los barriles se cargaron con una grúa en calzos colocados en la cubierta de babor del General Craufurd y luego se sacaron de la cubierta a través de una gruesa rampa de madera hasta el embarcadero de piedra en Dunkerque. El primer cañón fue difícil de descargar porque era más delgado en la boca.que en la recámara y quería curvarse mientras rodaba. Los barriles posteriores se revestiron de madera para hacerlos más fáciles de rodar. El general Craufurd entregó el primer arma en abril y luego el resto a partir de julio. 
En agosto, el monitor comenzó las pruebas para desarrollar procedimientos para atacar objetivos durante la noche mientras usaba un giroscopio conectado a su sistema de control de fuego para ayudar a mantener la torreta sobre el objetivo mientras maniobraba. Disparó 38 balas contra Middlekerk el 16 de agosto como parte de estos juicios. Cuatro días después , se subió a bordo un hidroavión Short Tipo 184 para detectar los proyectiles del barco y transmitir correcciones; nubosidad baja que impidió al observador a bordo de la aeronave ver ningún objetivo. Esto enfureció a Bacon y prohibió al comandante Edward Altham realizar más experimentos. Para colmo de males, Bacon limitó general Craufurd . en el bombardeo de distracción realizado en apoyo de laBatalla del Somme a principios de septiembre en sólo siete rondas repartidas en los siete días de la operación. Este fue el último bombardeo de 1916 cuando los monitores volvieron a su papel de apoyar el bombardeo de Dover y patrullar entre Calais y The Downs . 

### 1917-1921
El general Craufurd estaba destinado a ser utilizado durante el Gran Desembarco , un plan para desembarcar tropas entre Westende y Middelkerke para explotar los avances aliados anticipados obtenidos durante la Batalla de Passchendaele en julio y embolsar tropas alemanas entre el desembarco y las tropas que avanzaban. Las tropas debían desembarcar a través de tres enormes pontones de 2.500 toneladas (2.500 t) , cada uno de los cuales podía transportar una brigada de infantería, una batería de artillería y tres tanques . Cada uno de los pontones fue amarrado en posición entre dos monitores y el general Craufurd , junto con el general Wolfe., fue modificado a principios de 1917 para albergar uno de ellos. El barco y sus hermanas ensayaron su papel hasta mediados de julio, cuando comenzó la batalla, pero los aliados no pudieron avanzar las diez millas (16 km) necesarias para iniciar la operación. El mariscal de campo Haig se negó a apoyar la propuesta de Bacon de un desembarco más modesto en la zona de Nieuport -Middelkerke en septiembre, por lo que la operación fue cancelada el 2 de octubre. Luego, el General Craufurd fue atracado en HM Dockyard, Portsmouth , para mantenimiento y reparaciones. A partir de noviembre, los monitores volvieron a su función normal de invierno de defender el bombardeo. 
Cuatro de los monitores de 12 pulgadas, incluido el general Craufurd , tenían la tarea de apoyar el intento de bloquear la entrada al canal Ostende-Brujas que conducía a la base naval de Brujas bombardeando la artillería costera que defendía el puerto. Antes de que el primer intento del 11 de abril tuviera que ser cancelado porque el viento cambió y no se pudo colocar correctamente la cortina de humo necesaria, los monitores ya habían disparado 50 tiros entre todos. Un segundo intento fue cancelado debido al mal tiempo. Durante el tercer intento del 23 de abril, que fracasó cuando los bloques encallaron, el general Craufurd disparó unas cincuenta rondas de proyectiles de 12 pulgadas y algunos de 6 pulgadas y, a cambio, los cañones alemanes casi fallaron. El monitor jugó un papel menor en otro intento el 9 y 10 de mayo cuando puso a flote el canal de aproximación, pero el barco quedó cegado por el humo y no logró llegar a su posición prevista en la entrada del canal. 
La noche anterior al comienzo de la Quinta Batalla de Ypres , el 28 de septiembre, los monitores bombardearon objetivos a lo largo de la costa para simular los preparativos para un desembarco anfibio y luego cambiaron a otros objetivos después del amanecer. El general Craufurd y los demás monitores recibieron la tarea de bombardear las líneas de comunicación alemanas , disparando lentamente para mantener una presión constante. Durante el día, cada barco disparó alrededor de cien proyectiles de 12 pulgadas y había disparado sesenta proyectiles con su armamento secundario durante la noche anterior. El bombardeo continuó a un ritmo más lento durante los siguientes cinco días, pero cesó cuando se detuvo el avance aliado. Cuando se reanudó el 14 de octubre en la batalla de Courtrai, los monitores reanudaron su tarea hasta que los alemanes evacuaron la costa unos días después. 
Una vez terminada la guerra el 11 de noviembre, los monitores ya no fueron necesarios y pronto fueron dados de baja. El general Craufurd fue el primero en irse y fue pagado el día 15. Fue puesto nuevamente en servicio como buque escuela de artillería en enero de 1919 y se ofreció a la venta al Reino de Rumania . La oferta no resultó nada y el monitor fue pagado nuevamente a principios de 1920. El general Craufurd fue vendido como chatarra a Thos. W. Ward el 9 de mayo de 1921 por aproximadamente £ 11.035, aunque no llegó a los desguazadores hasta el 10 de septiembre de 1923.